# Kanton Camarès
Der Kanton Camarès ist ein ehemaliger französischer Wahlkreis im Département Aveyron und in der Region Midi-Pyrénées. Er umfasste zehn Gemeinden im Arrondissement Millau; sein Hauptort (französisch chef-lieu) war Camarès. Die landesweiten Änderungen in der Zusammensetzung der Kantone brachten im März 2015 seine Auflösung.

## Geografie
Der Kanton Camarès war 283,9 km² groß und hatte 2147 Einwohner (Stand 2012).

## Gemeinden
| Gemeinde            | Einwohner (Stand: 1. Januar 2013) | Code postal | Code Insee |
| ------------------- | --------------------------------- | ----------- | ---------- |
| Arnac-sur-Dourdou   | 30                                | 12360       | 12009      |
| Brusque             | 366                               | 12360       | 12039      |
| Camarès             | 1.008                             | 12360       | 12044      |
| Fayet               | 271                               | 12360       | 12099      |
| Gissac              | 97                                | 12360       | 12109      |
| Mélagues            | 102                               | 12360       | 12143      |
| Montagnol           | 159                               | 12360       | 12147      |
| Peux-et-Couffouleux | 109                               | 12360       | 12179      |
| Sylvanès            | 117                               | 12360       | 12274      |
| Tauriac-de-Camarès  | 64                                | 12360       | 12275      |